# Jesús Alberto Rubio Arribas
Jesús Alberto Rubio Arribas (Tomelloso, 25 de gener de 1992) és un ciclista espanyol, professional des del 2016 i actualment a l'equip Inteja Dominican Cycling Team.
Format als equips amateurs de l'Andalucía i del Caja Rural, el 2016 va fitxar per la formació de la Unió dels Emirats Àrabs Al Nasr-Dubai. El mateix any aconsegueix la primera victòria com a professional.

## Palmarès
- 2014
  - Vencedor d'una etapa a la Volta a Lleó
- 2015
  - 1r al Memorial Manuel Sanroma
- 2016
  - 1r al Memorial Manuel Sanroma
  - 1r al Circuit d'Alger
  - Vencedor d'una etapa al Tour de Constantina